# Walther von der Vogelweide

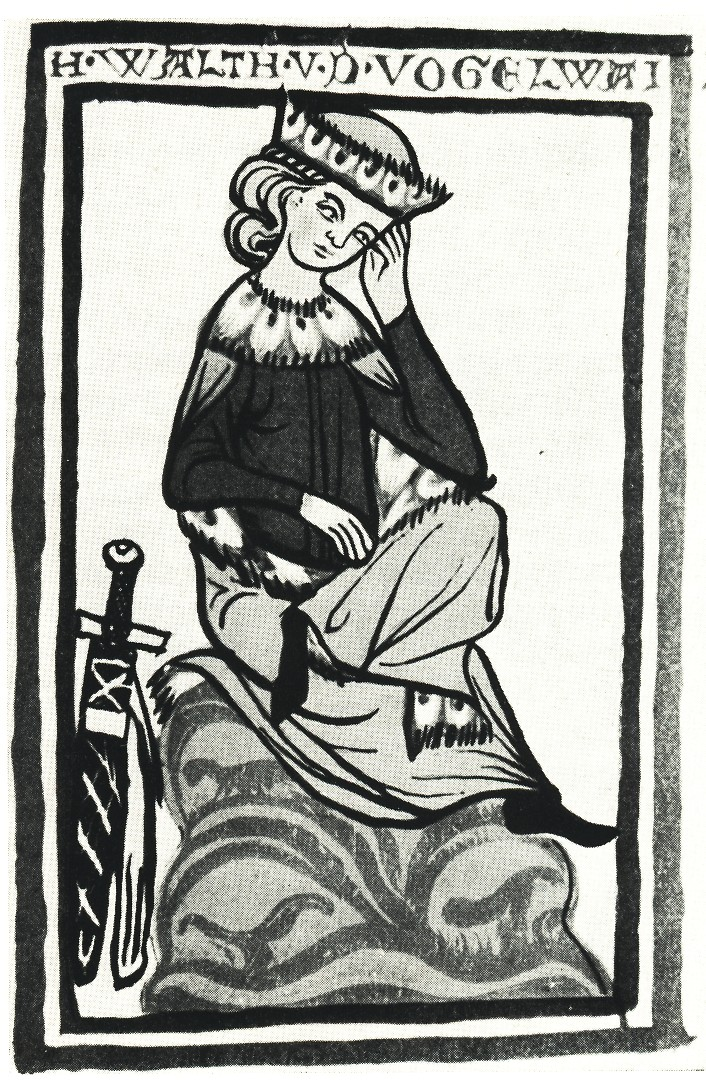
Walther von der Vogelweide, Chansonnier enluminé de Weingarten, vers 1310-1320.

Walther von der Vogelweide, (né vers ~1170, lieu de naissance inconnu - ~1230) est le poète lyrique allemand le plus célèbre du Moyen Âge.

## Biographie
Malgré sa renommée, on ne trouve pas le nom de Walther dans les registres de son époque, excepté une mention isolée dans les comptes de voyage de Wolfgar d'Erla, évêque de Passau entre 1197 et 1204 : « à Walther le chanteur du Vogelweide cinq schillings pour acheter un manteau de fourrure. » Les principales sources d'information sur Walther von der Vogelweide sont ses propres poésies et des références occasionnelles par des Minnesängers contemporains. L’essentiel de ce que l’on sait de la vie de Walther provient de ses propres œuvres ; et réciproquement certaines données biographiques ne nous importent aujourd’hui que dans la mesure où elles nous aident à comprendre le sens de ses poésies : ainsi du lieu de sa naissance ou de sa sépulture.
Si Walther von der Vogelweide s’exprime très souvent à la première personne dans ses compositions, le locuteur s’identifie rarement avec le poète. Dans l’art lyrique, la première personne annonce à l’auditoire une expérience personnelle, qui va être en l’occurrence une expérience amoureuse. Lorsque la narration épique prend le pas, le narrateur est désigné comme trouvère (Sänger). Il s'agit donc toujours d'une figure rhétorique dans une œuvre de fiction, non d'un récit autobiographique du poète.
Dans les poésies de ton plus politique ou polémique, l’expression à la première personne résonne de façon plus clairement autobiographique, mais son emploi est stylisé. Pour le lecteur d’aujourd'hui, il est sans doute encore plus difficile de discerner les frontières entre l’autobiographie et la fiction. L’absence de sources sur Walther, hormis les références précitées et ses propres poèmes, donnent de lui une image un peu irréelle ; mais cette image « poétique » importe dans la mesure où elle influence notre lecture de ses œuvres.
La chronologie des œuvres n’est assurée que pour celles qui évoquent sans ambiguïté des événements politiques (tels par exemple le couronnement ou la mort d’un prince ; les diètes d'empire avec précision de la ville). Les chants où le narrateur se présente comme un vieillard sont habituellement désignés comme les « poèmes de vieillesse de Walther », mais un jeune poète peut très bien prendre le masque d’un vieil homme pour s'exprimer : cette classification est davantage révélatrice des sentiments que ces chants suscitent auprès du public — elle n’est d'aucun secours pour dater l’œuvre. Cela dit les  « poèmes de vieillesse » qu’on peut dater grâce aux événements politiques présentent certaines tournures qui reviennent dans d’autres poèmes réputés être de la maturité de l’auteur, si bien que plusieurs des reconstitutions chronologiques données ci-dessous, y compris pour la poésie courtoise, sont controversées, mais certainement pas absurdes.

### Son pays natal

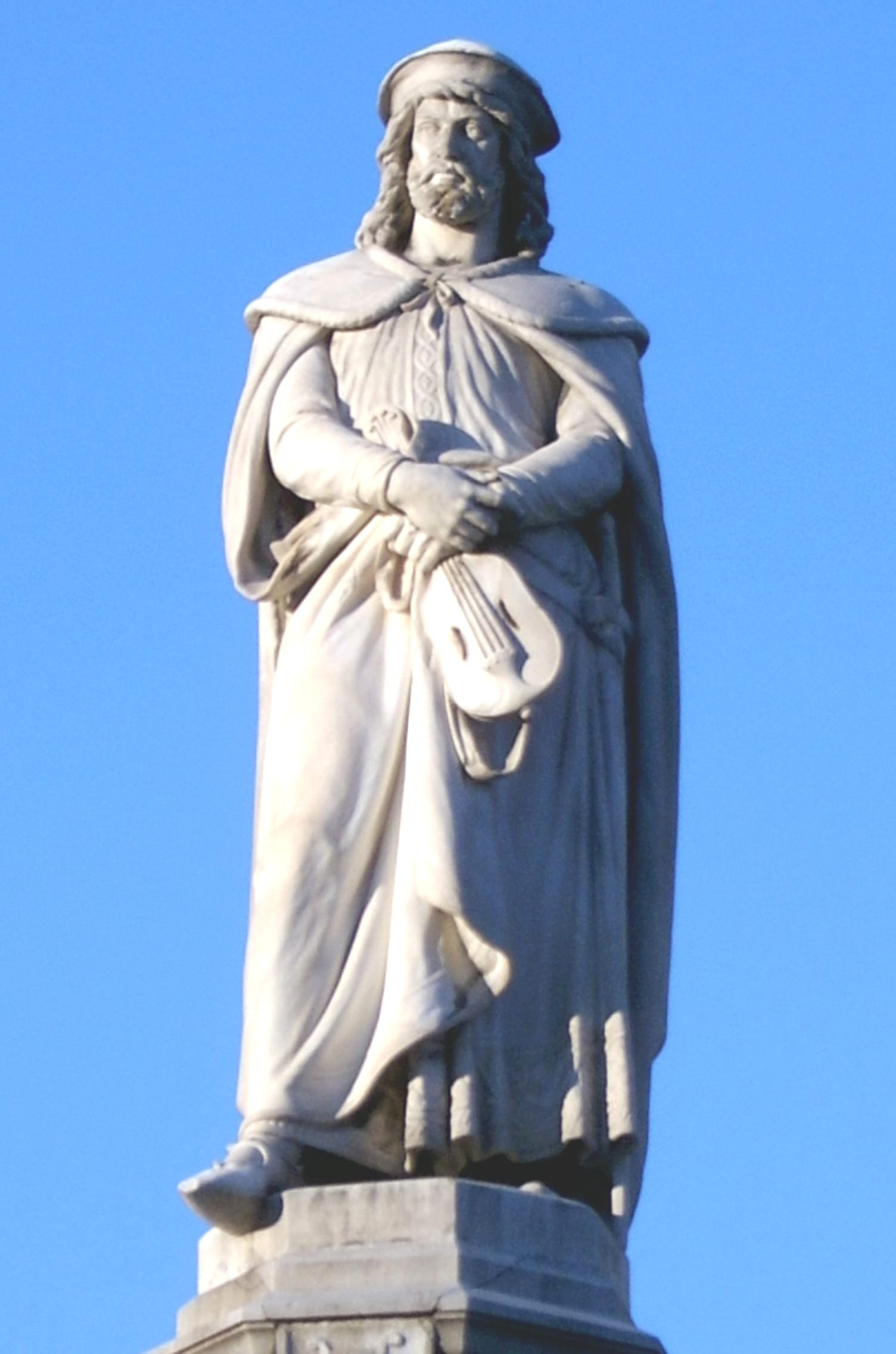
Statue de Walther à Bolzano (1889).

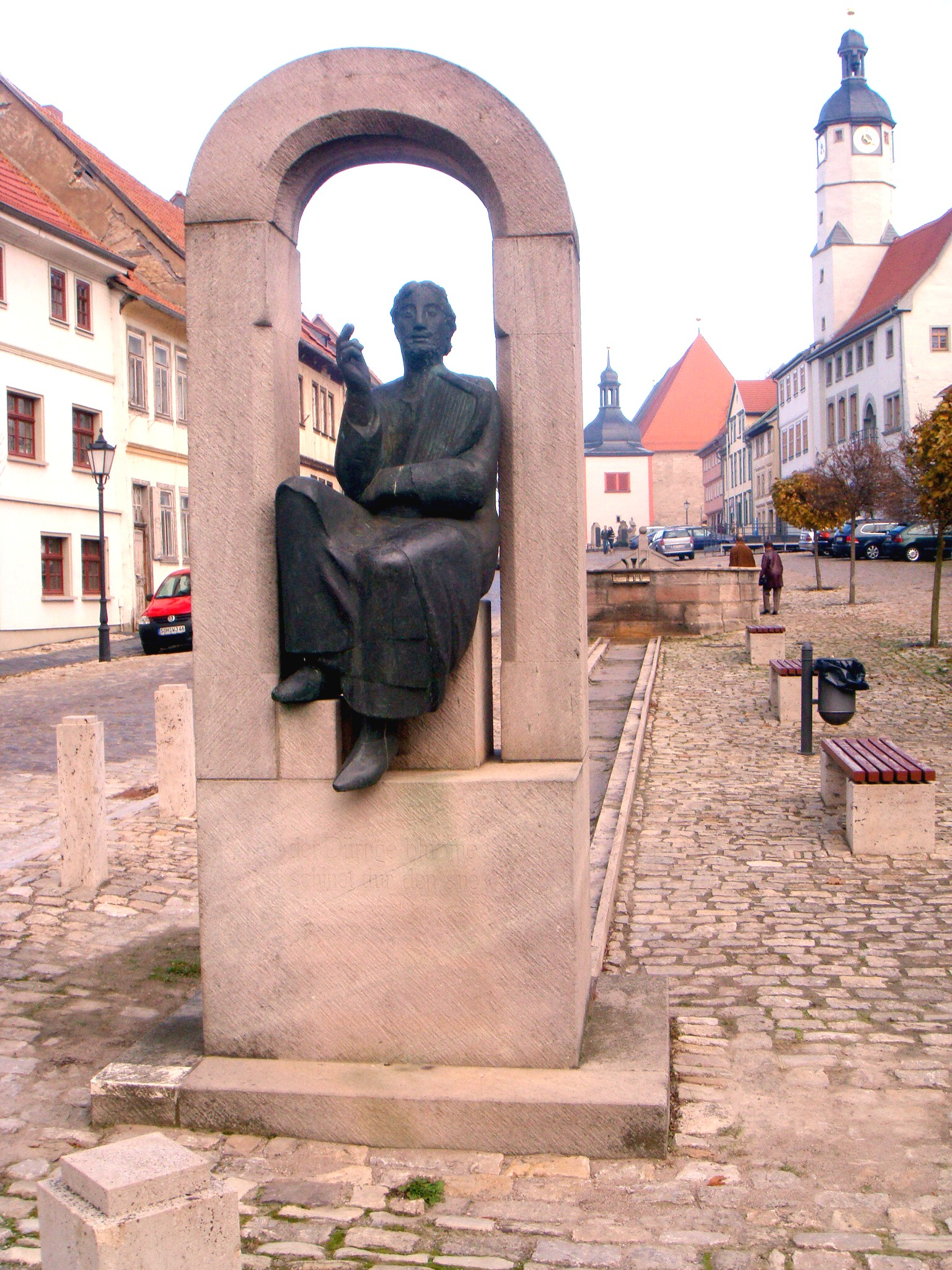
Statue de Walther von der Vogelweide sur la place du Marché de Weißensee

On ignore où Walther est né : il y avait au Moyen Âge de multiples bourgades du nom de Vogelweide (« volière »), où l'on dressait les faucons pour la chasse. De cela peut-on du moins déduire que le nom du poète a dû se fixer avant que sa renommée devienne interrégionale, faute de quoi on n'aurait pu l'identifier précisément. Les nobles prenaient à cette époque le nom de leur terre ou de leur pays de naissance.
De cela il résulte : soit que son nom n'a dû avoir d'abord de sens que pour une petite région (où il n'y avait guère qu'un seul lieu portant le toponyme de « Vogelweide »), soit qu'il n'a été adopté que comme nom métaphorique (les poètes des XIIe et XIIIe siècle signent le plus souvent de leur nom de plume, au contraire des Minnesänger qui, du moins lorsqu'ils étaient d'extraction noble, signent du nom de leur terre). Plusieurs localités se targuent d'être la patrie du Minnesang : citons pêle-mêle Laion (Tyrol méridional, en Italie), Francfort-sur-le-Main, Feuchtwangen, Wurtzbourg ou Dux (en Bohême).
On invoque parfois comme un indice un passage de l’Élégie de la vieillesse  (cette Alterselegie n’est pas vraiment une élégie au sens strict, mais plutôt une exhortation à se joindre à la Sixième croisade) pour placer ses origines dans le duché d'Autriche, et plus particulièrement dans les volières du duc, dont on ignore d’ailleurs l’emplacement. Dans ce poème, Walther prend pour sujet d'inspiration le pays de sa jeunesse et adopte pour cette composition nostalgique les hémistiches caractéristiques du « Minnesang du Danube ». L’hypothèse selon laquelle von der Vogelweide serait originaire des terres du duc d'Autriche pourrait expliquer que malgré des divergences de vue ouvertes avec le duc Léopold VI, il ait sans cesse cherché à prendre pied à la cour de Vienne et qu'il ait voulu s'en prévaloir comme de sa patrie (Ze Ôsterrîche lernt ich singen unde sagen; Lachmann 32,14), tout en recherchant la protection de l’évêque de Passau, dont le diocèse englobait Vienne. La langue même de Walther présente des particularités typiques de la vallée autrichienne du Danube.
Aloïs Plesser (1911) et (avec davantage de précision) Helmut Hörner sont parvenus à localiser le colombier  mentionné dans le polyptyque du fief de Rappottenstein (Waldviertel, en Basse-Autriche) de 1556, aujourd'hui dépendant de la commune de Schönbach. Le médiéviste Bernd Thum (Karlsruhe) a produit en 1977 et en 1981 des arguments prudents en faveur de cette thèse (Walther originaire du Waldviertel) : dans son Élégie de la vieillesse, le trouvère se plaint en ces termes : « Le champ est dégagé, disparue la forêt… » (« {{{1}}} ») ; Thum croit pouvoir en déduire que la patrie de Walther se serait trouvée dans une région en cours de défrichement, ce qui peut effectivement désigner le « Waldviertel ».
Le journaliste viennois Walter Klomfar se rallie à ce point de vue et signale à l'appui de cela une carte ancienne dressée au XVIIe siècle par les moines de l’abbaye de Zwettl en préparation d'un procès. On y voit, à l'est d'un village du nom de Walther une sorte de longue ferme nommée Vogelwaidt ; mais Walther est un nom tellement courant qu'il peut s'agir d'une coïncidence.
Si aucune source ne permet de se faire une idée des goûts cynégétiques des princes de Babenberg, il est en revanche certain qu'ils s'adonnaient à la fauconnerie, et donc qu'ils ont possédé des volières (« Vogelweide »). Bien que la localisation la plus probable soit la résidence familiale de Klosterneuburg, on ne peut exclure la présence d'un tel élevage dans un lieu-dit attesté seulement en 1556 ; aussi l'hypothèse du Waldviertel, quoique fragile, est-elle plausible.
Il faut en revanche exclure la théorie popularisée par le philologue suisse Franz Pfeiffer (1815 – 1868), selon laquelle Walther serait originaire de la vallée de la Wipptal dans le Haut-Adige, cela parce qu'on trouve près de la petite ville de Sterzing deux hameaux du nom de Vordervogelweide et de Hintervogelweide ; ainsi que la revendication de Laion (Tyrol méridional) comme patrie de Walther von der Vogelweide. Ces deux théories ne reposent en réalité que sur une interprétation erronée d'un passage du Willehalm de Wolfram von Eschenbach. Dans ces vers, Wolfram se moque de Walther qui, alors qu'il se trouve au bord du lac Tegern, s'est mis à  boire de l'eau plutôt que de se régaler du vin de Bozen. L’abbaye de Tegernsee exploitait à l'époque des vignobles à Bolzano (il ne pousse pas de vigne autour du lac Tegern). La référence à la ville de Bozen n'a donc rien à voir avec les origines de Walther, mais au fait qu'on y trouvait du très bon vin.

### Walther dans ses œuvres
Les allusions biographiques tirées de passages des poèmes de Walther concernent sa jeunesse : « C'est en Autriche que j'ai appris à chanter et à conter » (ze Ôsterrîche lernt ich singen unde sagen). Il a fréquenté la cour du duc Frédéric Ier de Babenberg, à Vienne, jusqu'à la mort de ce prince (printemps 1198). Cette période de sa vie paraît avoir été des plus heureuses.
Puis il reçut une offre prestigieuse à la cour du prétendant Hohenstaufen Philippe de Souabe et fit campagne pour lui contre le prétendant guelfe Othon (qui sera plus tard couronné empereur sous le nom d’Othon IV). Certaines strophes sont à peu près contemporaines du couronnement de Philippe (en septembre 1198 à Mayence) : elles prennent le couronnement pour argument ; deux de ses trois « lais sur le Royaume » (Reichston, éd. Lachmann 8,4 et suivants) chantent la veillée de Noël organisée par Philippe à Magdebourg en 1199 : le premier couplet (ich saz ûf eime steine) est enluminé du portrait de Walther dans le chansonnier de Weingarten et le Codex Manesse. Dans le « Poème du banquet » (Spießbratenspruch, édition Lachmann 17,11), qui s'inspire des événements en Grèce de mai 1204, on peut déceler un reproche envers Philippe, qui s'en irrita selon une allusion que fait Wolfram von Eschenbach dans son épopée lyrique Willehalm (de).
Cela faisait alors déjà quelque temps que Walther s'était éloigné de la suite de Philippe. En 1200 il avait composé un panégyrique à l’occasion de l’adoubement du duc Léopold VI, successeur de Frédéric Ier. Il était alors à Vienne. Dans un poème intitulé Preislied (Ir sult sprechen willekomen), sans doute composé à ce moment, il nous dit avoir déjà beaucoup voyagé en Europe. Il a aussi obtenu des engagements éphémères dans plusieurs cours régnantes.
Mais c'est encore son séjour à la cour du landgrave Hermann Ier de Thuringe que l'on connaît le mieux, non seulement grâce aux poèmes de Walther, mais par les allusions ironiques à Walther éparses dans Parzival et dans  Willehalm ; Wolfram von Eschenbach, en effet, composa ces deux grands contes à la cour de Hermann de Thuringe et il connaissait donc personnellement Walther von der Vogelweide. Ce dernier paraît avoir eu du mal à s'intégrer à la cour de Thuringe : il se plaint du chahut des chevaliers ivres, indifférents au charme de sa poésie lyrique.
C'est aussi lors de ce séjour en Thuringe que Walther, quoiqu’il en eût appelé au landgrave, perdit un procès l'opposant à un certain Gerhart Atze d’Eisenach, qui avait abattu son cheval parce que cet animal lui aurait arraché un doigt. Le déroulement des faits reste toutefois obscur, car le poète ne l'évoque que sur le ton de la satire : « Atze affirme que mon cheval, qui lui a attrapé le doigt, était parent de Gaul : je jure que les deux chevaux ne se connaissaient point » (Walthers Atze-Sprüchen). Walther versa une amende à la victime, sans toutefois pouvoir la recouvrer.
Les vers de Walther témoignent de ses liens avec bien d'autres grands de l'Empire :
- Henri de Mödling (de) (oncle du duc Léopold VI d'Autriche)
- Wolfgar d'Erla (qui deviendra par la suite évêque de Passau, puis en 1204 Patriarche d’Aquilée)
- le comte Thierry II de Catzenellenbogen (parfois désigné comme « comte de Bogen »); le margrave Thierry de Misnie
- le duc Bernard de Carinthie
- l’empereur Othon IV
- l’empereur Frédéric II
- l’archevêque Engelbert de Cologne

Certains indices laissent deviner des liens avec le duc Louis de Kelheim. Ce sont toujours des liens personnels, à l'exception de la cour de Vienne, que le poète désigne collectivement comme « la joyeuse cour de Vienne » (der wünneclîche hof ze Wiene).
Quoi qu'il en soit, après l’assassinat du roi Philippe (1208), Walther s'est définitivement rallié au prince guelfe Othon IV, que le pape Innocent III couronnera empereur en 1209. Les témoignages les plus sûrs de cette adhésion à la cause d'Othon, ce sont les trois premiers « lais d'Othon » (Ottenton) composés à l'occasion de la diète de Francfort en 1212. Walther y stigmatise l'avarice d'Othon, et marque par là sa défiance : ces poèmes annoncent son ralliement au rival du monarque, le prince Frédéric II de Hohenstaufen. Bien que le couronnement de Frédéric à Mayence comme roi des Romains remonte au 9 décembre 1212, il semble que Walther n'ait quitté la cour d'Othon pour celle de Frédéric II qu'ensuite. Malgré cela, Frédéric sut se montrer reconnaissant du ralliement de Walther à sa cause.
Dès avant l'avènement de Frédéric au trône impérial, Walther obtint de son nouveau prince une tenure qui le libérait de la contrainte de devoir courir après les mécènes et de mener une vie de baladin (éd. Lachmann 28,31; „jetzt fürchte ich nicht mehr den Februar an den Zehen“). Walther ne nous dit rien de l'emplacement de la terre qui lui était donnée, ni même si ce royal cadeau n'était pas simplement une prébende en argent.
Il est possible que la tenure se soit trouvée à Wurtzbourg ou dans les environs, car le clerc Michael de Leone écrit vers 1350 que le tombeau de Walther se trouve dans la collégiale de Neumünster de Wurtzbourg, et qu'elle porte une épitaphe qu'il a pu déchiffrer. La véracité de ces propos est controversée : il est tout aussi plausible que Michael de Leone, par patriotisme, ait déduit de la présence dans le pays d'une ferme du nom de Vogelweid, que Walther y ait vécu, et le texte de l’épitaphe paraît controuvé.
Toujours est-il que la tenure apportait finalement à Walther l’enracinement et la position sociale qu'il avait désirés toute sa vie. Il se plaint pourtant de la faible valeur de son bien ; non comme un reproche envers Frédéric, mais plutôt pour protester contre les dîmes prélevées par les moines (pfaffen ; cf. éd. Lachmann 27,7). On peut douter du fait que Frédéric l'ait distingué au point de vouloir en faire le précepteur de son fils (le futur roi Henri VII) : il s'agit là de l'interprétation discutable d'un vers au demeurant assez obscur.
Walther parut encore de temps en temps à la cour de Vienne en différentes occasions ; une strophe a trait au retour d'une « sainte croisade » de Léopold VI ; il pourrait s'agir de la Croisade des Albigeois (1212) ou, plus vraisemblablement, de la Cinquième croisade de 1217. Le poète assiste aussi, en tant que suivant de Léopold, à la diète d'empire de Nuremberg (peut-être celle de 1224). En 1225 il compose une complainte sur l’assassinat de l'archevêque Engelbert de Cologne.
Le dernier chant datable de Walther, son Élégie, appelle la chevalerie à prendre part à la Sixième croisade en 1228 : ce poème doit donc dater de l'automne 1227. Walther meurt peu après (sans doute au plus tard en 1230, car il n'aurait pas manqué, dans le cas contraire, de célébrer le succès de la croisade) et, si l'on en croit les propos de Michael de Leone, a été inhumé à Wurtzbourg.

### Les grands thèmes politiques chez Walther
Un thème récurrent de l’épopée chez Walther est la politique royale. Il est manifeste que tout au long des luttes qui ont marqué son époque, depuis la rivalité pour la Couronne entre Philippe et Othon (1198) jusqu'à l'exhortation à partir en croisade de l'automne 1227, il a systématiquement pris un parti opposé à celui du pape. Dans le second de ses trois « lais sur le Royaume », il a des mots très durs contre la politique d'Innocent III (1198-1216), sans doute à cause des événements de 1201, au plus fort de la lutte entre Philippe et le candidat du pape, Othon.
Sous le règne d’Othon, dans son « lai de l'indignation » (Unmutston), il proteste contre la collecte d'argent d’Innocent III, celle-ci n'étant pas destinée, comme on l'a proclamé, à subventionner la Croisade, mais bien plutôt à agrandir le Palais du Latran en prévision du synode de 1215. Dans son appel à la croisade de l’automne 1227, Walther affirme que la croisade est l'affaire des chevaliers, et que l'empereur est le vrai chef de la croisade. Cela renvoie au fait que Frédéric II devait alors de nouveau se prononcer pour donner la date du départ parce qu'une épidémie avait décimé l'avant-garde de l'armée lors d'une première tentative (l'empereur lui-même ayant été contaminé et étant sorti affaibli de la maladie), alors que le pape Grégoire IX (1227-1241) entendait imposer de nouveau la primauté du spirituel sur le temporel et pour cela, excommunia l'empereur : Grégoire exigeait que la croisade soit dirigée par l'Empereur au nom du pape, et que pour cette raison c'était le pape qui devait donner le signal du départ.
Walther demeura jusqu'à la fin de ses jours un adversaire acharné de la prétention des papes à commander aux empereurs germaniques. Ses poèmes religieux sont imprégnés de l'idée, également souvent présente chez les autres poètes allemands de cette période, que la fonction du roi-chevalier et les hauts-faits de chevalerie sont nécessaires au bien de la Chrétienté, et qu’en ces choses la chevalerie ne doit pas être inféodée au pape. On retrouve sous la plume de Wolfram von Eschenbach l'opinion clairement exprimée que dans les Etats pontificaux, les laïcs ne doivent pas être subordonnés au clergé, et que le clergé ne dispose d'aucune préséance.
Un autre thème récurrent est la remontrance au mécène avare, qui ne rétribue pas Walther à la juste mesure de son talent. Il réserve ses plaisanteries les plus sévères au margrave Thierry de Misnie, à l'empereur Othon IV et au duc Bernard de Carinthie. On ne peut toutefois dire si elles étaient dues à une pension insuffisante ou à un désaccord politique.

### L'inspiration courtoise

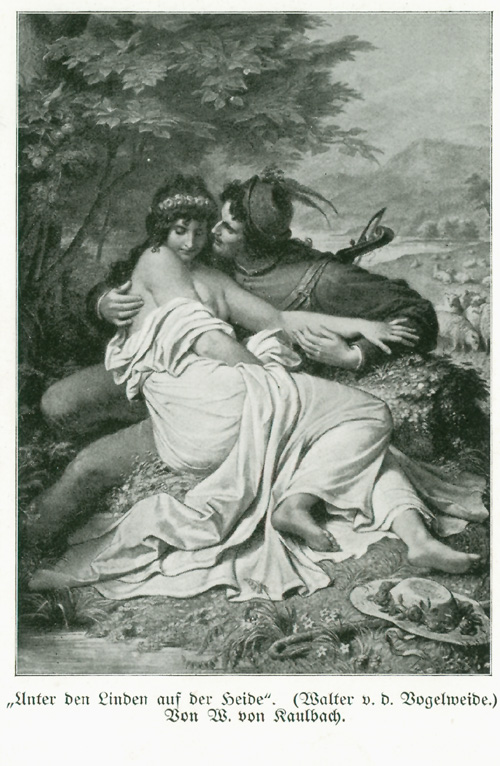
Gravure romantique de Wilhelm von Kaulbach pour l'édition Lachmann de Unter der Linden.

Tout au contraire des poèmes politiques, il est impossible de classer les Minnesang (chansons d'amour) de Walther  par ordre chronologique, car ils ne donnent aucun indice historique ; tout au plus peut-on considérer certaines chansons comme des œuvres de jeunesse parce qu'il y manque encore une parfaite maîtrise, ou parce que l'influence d'autres Minnesänger est encore très sensible : principalement les chansons du registre de la Hohe Minne (fine amor) dont Reinmar de Haguenau est le principal représentant.
La seule composition de Reinmar qui puisse être localisée se place à la cour de Vienne en 1195 ; plusieurs critiques en déduisent que Reinmar aurait pu être un des artistes de cette cour à l'époque de la jeunesse de Walther, et que Walther aurait été son disciple. Mais il n'est pas nécessaire de supposer une longue fréquentation entre ces deux hommes pour justifier une filiation artistique.
Plus tard, Walther von der Vogelweide lutta contre Reinmar : on en retrouve l'écho dans la « Complainte sur la mort de Reinmar », bien que Walther y célèbre les inventions de son rival et lui rende les honneurs. L'opposition entre les deux poètes, si elle a à coup sûr revêtu le caractère artistique d’une « joute courtoise », a sans doute aussi comporté des aspects plus humains, où transparaît une haine  personnelle.
Walther introduit dans l’un de ses recueils le registre de l’ebene Minne ; genre opposé à la conception plus traditionnelle de Reinmar, où les sentiments ne sont pas réciproques, où même parfois l’amour ne peut s'accomplir. Les chansons les plus célèbres de Walther von der Vogelweide prennent pour thème l'amour pour une dame dont le statut social n'est pas précisé, mais qui clairement est roturière. Selon le point de vue des interprètes, ces chansons-là sont parfois rattachées au registre de la Niedere Minne ou « chansons de jeunes filles » (Mädchenlieder).
Le genre exact d’Under der linden (de) (éd. Lachmann, lai n°39,11), la chanson la plus connue de Walther von der Vogelweide, reste très controversé. On lui conteste, notamment, les attributs de la pastourelle régulière. Under der linden est le récit d'une jeune fille modeste qui retrouve dans la forêt un amant de la cour. Cette chanson s'éloigne de l'idéal de l'amour courtois entre un chevalier et une dame noble, où les sentiments ne viennent jamais jusqu'aux actes. Walther a lui-même développé et analysé dans ses poésies différentes nuances de l'amour accompli (Hohe, Niedere et ebene Minne).
Si les Mädchenlieder de Walther se démarquent de temps en temps de la tradition courtoise, très marquée par le Minnesang classique, il n'est pas possible d'établir une limite nette de ces poèmes avec les chansons d’amour courtois (Hohe Minne), la transition est souvent floue. Le médiéviste viennois Carl von Kraus (1898-1952) a regroupé sous le terme de « Neue Hohe Minne » les chansons d’amour courtois, où l'on trouve les réminiscences de thèmes plus anciens. Certains critiques (par exemple Günther Schweikle) lui ont reproché d'être allé jusqu'à assigner à cette séquence « Hohe Minne - Niedere Minne - Neue Hohe Minne » une valeur chronologique.
Les poésies lyriques de Walther ont eu une grande renommée parmi ses contemporains et ses successeurs, et sont conservées en nombre dans des manuscrits de poésie lyrique comme le Weingartner Liederhandschrift, le Codex Manesse et d'autres.
Les poésies de Walther donnent l'image non seulement d'un grand génie artistique, mais aussi d'un caractère laborieux et passionné, très humain et très aimable.

### Sépulture
On ne sait du lieu de sa sépulture et de son épitaphe que ce qu'en dit le compilateur du manuscrit E des œuvres du Minnesänger, le protonotaire de Wurtzbourg Michael de Leone († 1355). Voici le texte latin de l'épitaphe :
| Pascua. qui volucrum. vivus. walthere. fuisti Qui flos eloquii. qui palladis os. obiisti Ergo quod aureolum probitas tua possit habere. A Qui legit. Hic. dicat. deus justus miserere | Vivant, toi qui étais, Walther, un refuge pour les oiseaux Fleur d'éloquence, oracle des palais, tu as passé. Aussi, quel éclat jetait ta droiture! 'Que celui qui sait lire le proclame. Dieu juste, aie pitié. |

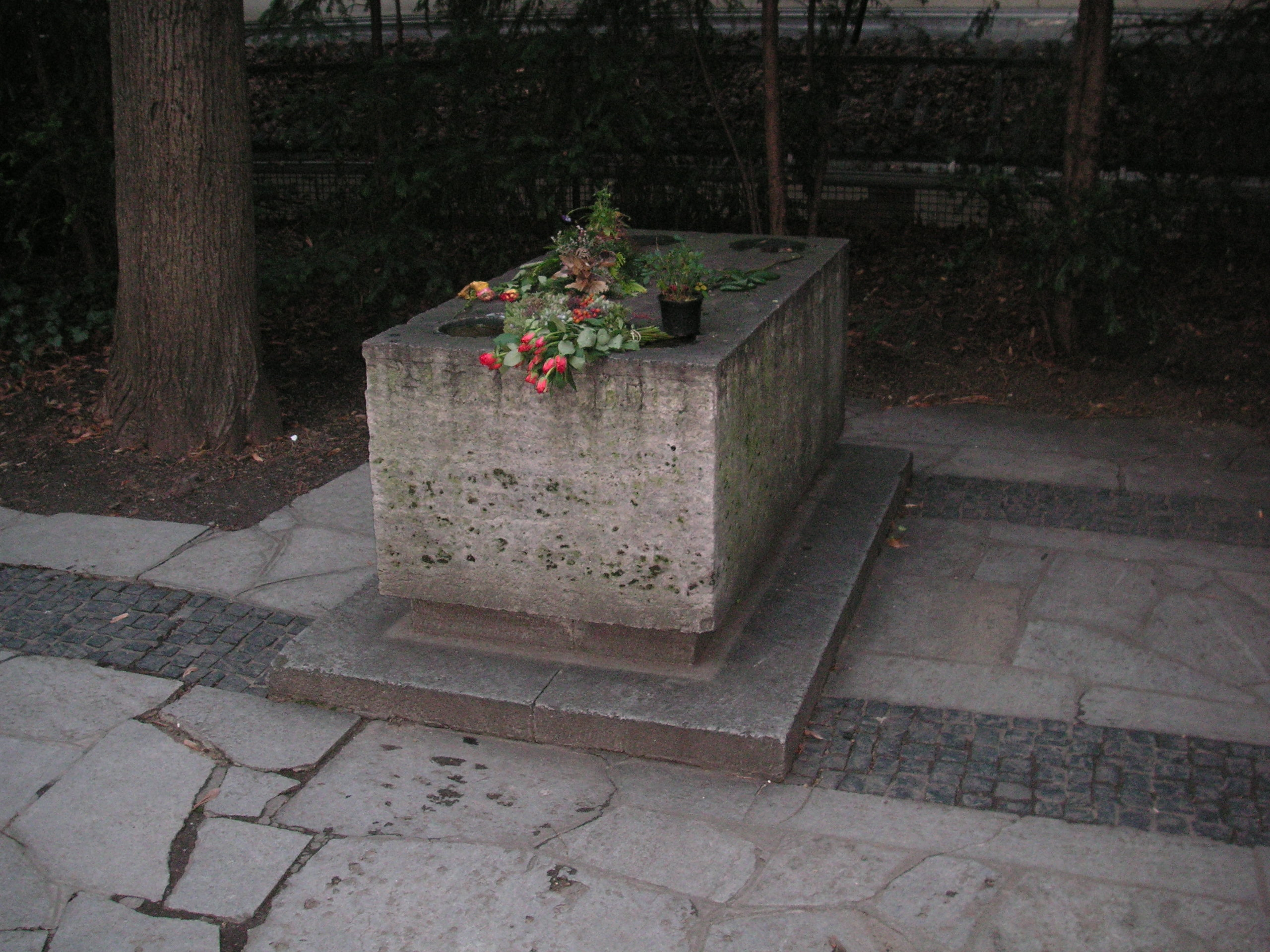
Cénotaphe dans le transept de l'ancienne Collégiale de Neumünster de Wurtzbourg.

texte complété dans la traduction partielle du 2° Cod. ms. 731 de Munich (manuscrit de Wurtzbourg [E]), fol. 191v : Her walter uon der uogelweide. begraben ze wirzeburg. zv dem Nuwemunster in dem grasehoue. On trouve une indication semblable en latin dans le Manuale de Michel de Leone (bibliothèque universitaire de Wurtzbourg M.p. misc.f.6, fol. 31vb) : Sepultus in ambitu novomonasterii herbipolensis.
Cela dit plusieurs chercheurs mettent en doute le témoignage de Michael de Leone. Selon une certaine tradition, Walther aurait souhaité qu'on mette chaque jour sur sa tombe de quoi manger aux oiseaux, afin de remercier ses maîtres et d’inspirer d’autres poètes.

## Œuvres significatives
- Herzeliebez vrouwelin (de)
- Ich hân mîn lêhen (de)
- Ir sult sprechen willekomen (de)
- Got gebe ir iemer guoten tac (de)
- Ottenton (de)
- Under der linden (de)
- Unmutston (de)
- der Reichston (de), composé de trois parties :
  - Ich saz ûf eime steine
  - Ich hôrte diu wazzer diezen
  - Ich sach mit mînen ougen
- Palästinalied (Chant de Palestine)

## Postérité
Dans l'opéra (drame musical selon le compositeur Richard Wagner) Die Meistersinger von Nürnberg, le jeune chevalier Walter von Stolzing chante, lors du premier concours de l'acte I, « Herr Walter von der Vogelweid', der ist mein Meister gewessen ([Feu] Monsieur Walter von der Vogelweide était mon maître). » Il s'agit d'un hommage de Wagner pour ce poète.   